# Villiers-en-Lieu
Villiers-en-Lieu – miejscowość i gmina we Francji, w regionie Grand Est, w departamencie Górna Marna.
Według danych na rok 1990 gminę zamieszkiwało 1648 osób, a gęstość zaludnienia wynosiła 128 osób/km².